# Come conchiglie
Come conchiglie è un singolo del gruppo musicale italiano Fast Animals and Slow Kids, pubblicato l'8 maggio 2020. 

## Descrizione
Il pezzo, scritto durante il lockdown dovuto alla pandemia di COVID-19, è stato prodotto a casa, a distanza.
La canzone ha debuttato alla posizione numero 94 della classifica FIMI.

## Tracce
Testi e musiche di Aimone Romizi, Alessandro Guercini, Jacopo Gigliotti, Alessio Mingoli.
1. Come conchiglie – 3:17

## Video musicale
Il 12 maggio 2022 è stato pubblicato un lyric video per il brano, con illustrazioni di Alessandro Cardinali ed editing di Alessio Mommi.

## Classifiche
| Classifica (2020) | Posizione massima |
| ----------------- | ----------------- |
| Italia            | 94                |

## Formazione
Fast Animals and Slow Kids
- Aimone Romizi – voce
- Alessandro Guercini – chitarra, sintetizzatore
- Jacopo Gigliotti – basso
- Alessio Mingoli – batteria, seconda voce

Produzione
- Matteo Cantaluppi – mastering, missaggio[15]